# Fosszilis szarvasfélék
Ezen az oldalon a szarvasfélék fosszilis alcsaládjainak és nemeinek egy része van meg, mivel a lista még hiányos. A fosszilis és kihalt fajokat, melyeknek legalább 1 élő rokonuk van, a saját nemeikről szóló szócikkekben tekinthetők meg.

## A fosszilis taxonok listája
- Procervulinae
  - Procervulus - miocén; Európa[1]

- őzformák (Capreolinae) Brookes, 1828
  - Capreolini
    - Pseudalces
    - Libralces Azzaroli, 1952 - pliocén; Eurázsia[2][3]
    - Cervalces Scott, 1885 - pliocén - pleisztocén; Észak-Amerika és Eurázsia[4][5][6]
    - Bretzia
    - Procapreolus

  - Rangiferini
    - Torontoceros
    - Eocoileus
    - Antifer Ameghino, 1889 - késő pliocén - késő pleisztocén; Dél-Amerika[7][8]
    - Morenelaphus
    - Charitoceros
    - Aglamaceros
    - Epieuryceros
    - Navahoceros - talán az Odocoileus szinonimája

- szarvasformák (Cervinae) Goldfuss, 1820[9]
  - Muntiacini
    - Dicrocerus - miocén - kora pliocén; Európa
    - Euprox
    - Paracervulus

  - Cervini
    - Pseudodama - miocén; Európa[10]
    - Pliocervus
    - Arvernoceros
    - Epirusa - állítólag a számbárszarvasok (Rusa) őse[11]
    - Eucladoceros Falconer, 1868 - pliocén - pleisztocén; Európa és Ázsia[12]
    - Neomegaloceros
    - Orchonoceros - néha a Megaloceros alnemének tekintik
    - Praemegaceros - néha a Megaloceros alnemének tekintik
    - Candiacervus - néha a Megaloceros alnemének, vagy a Praemegaceros szinonimájának tekintik; pleisztocén; Kréta[13]
    - Gona
    - Cervavitus - talán a Megaloceros alneme?
    - Praesinomegaceros - néha a Megaloceros alnemének tekintik
    - Sinomegaceros - néha a Megaloceros alnemének tekintik
    - Megaloceros Brookes, 1828 - késő pliocén?-kora pleisztocén - holocén; Eurázsia és a Földközi-tenger néhány szigete
    - Pselcupsoceros
    - Allocaenelaphus
    - Nesoleipoceros
    - Croizetoceros

- Bizonytalan helyzetű:
  - Heteroprox Schaub, 1928 - miocén; Európa

### Fordítás
- Ez a szócikk részben vagy egészben  a   Deer című angol Wikipédia-szócikk ezen változatának fordításán alapul.  Az eredeti cikk szerkesztőit annak laptörténete sorolja fel. Ez a jelzés csupán a megfogalmazás eredetét és a szerzői jogokat jelzi, nem szolgál a cikkben szereplő információk forrásmegjelöléseként.